# ムハンマド・アル＝アフマド・クウェート海軍基地
ムハンマド・アル＝アフマド・クウェート海軍基地（ムハンマド・アル＝アフマド・クウェートかいぐんきち、英: Mohammed Al-Ahmad Kuwait Naval Base）は、クウェートのアハマディ県アハマディに位置する、クウェート海軍の基地である。基地名は、クウェート初代国防相のムハンマド・アフマド・アル＝ジャービル・アッ＝サバーハ（Mohammed Ahmad Al-Jaber Al-Sabah）にちなんで名付けられた。
基地には、ヘリポートを有するラス・アル＝クラヤ海軍基地が併設されているほか、2019年11月まではアメリカ海軍のキャンプ・パトリオットが設置されていた。